# Ocolișu Mic, Hunedoara
Ocolișu Mic este un sat în comuna Orăștioara de Sus din județul Hunedoara, Transilvania, România.

## Imagini

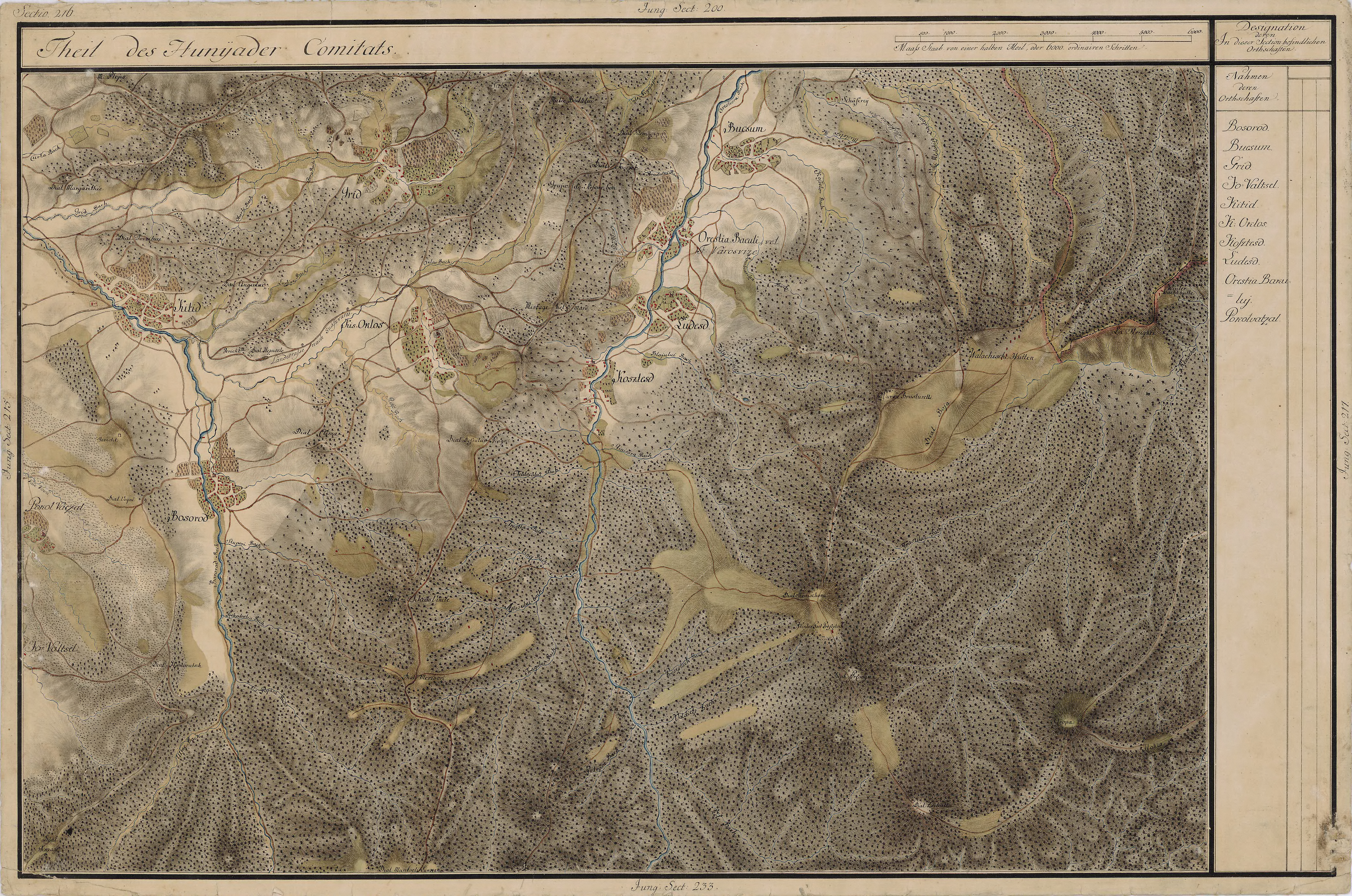
Ocolișu Mic în Harta Iosefină a Transilvaniei, 1760-1773